# Vasyl Yermylov

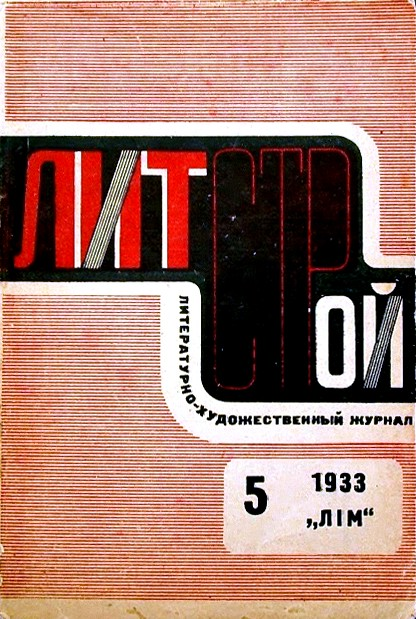
Capa de "Litstroy", uma revista de arte literária de Yermylov, 1933

Vasyl Yermylov (Yermilov) (em ucraniano:  Василь Дмитрович Єрмилов) (1894–1968) foi um pintor, artista de vanguarda e designer ucraniano. Os seus géneros incluíam o cubismo, o construtivismo e o neo-primitivismo.

## Trabalhos selecionados
- Pósteres e decoração para o primeiro de maio em 1919–1920[1]
- Projeto para o comboio Red Ukraine, em 1921[1]
- Trabalhou no design do estande ucraniano na Exposição Mundial de Arte Gráfica (Colónia) em 1928[1]
- Design de interiores do Palácio dos Pioneiros, Kharkiv, em 1933-1934[1]
- Design de interiores do Edifício da Defesa, Kiev, em 1935-1936[1]

## Exposições
- 2012, Vasil Yermilov. 1894-1968 , Museu de Arte Multimídia, Moscovo